# A Dream of Spring
A Dream of Spring (česky volně přeloženo Sen o jaru) je název knihy plánované jako sedmý a závěrečný díl fantasy ságy Píseň ledu a ohně George R. R. Martina.
Události této knihy by měly navazovat na šestý, dosud rovněž nevydaný díl The Winds of Winter.